# Llista d'asteroides/113401–113500
| Nom             | Designació provisional | Data de descobriment | Lloc de descobriment | Descobridor/s |
| --------------- | ---------------------- | -------------------- | -------------------- | ------------- |
| 113401 -        | 2002 SV22              | 26 de setembre, 2002 | Haleakala            | NEAT          |
| 113402 -        | 2002 SW22              | 26 de setembre, 2002 | Haleakala            | NEAT          |
| 113403 -        | 2002 ST23              | 27 de setembre, 2002 | Anderson Mesa        | LONEOS        |
| 113404 -        | 2002 SA24              | 27 de setembre, 2002 | Socorro              | LINEAR        |
| 113405 Itomori  | 2002 SS24              | 28 de setembre, 2002 | Goodricke-Pigott     | R. A. Tucker  |
| 113406 -        | 2002 SU24              | 28 de setembre, 2002 | Palomar              | NEAT          |
| 113407 -        | 2002 SZ24              | 28 de setembre, 2002 | Haleakala            | NEAT          |
| 113408 -        | 2002 ST25              | 28 de setembre, 2002 | Haleakala            | NEAT          |
| 113409 -        | 2002 SU25              | 28 de setembre, 2002 | Haleakala            | NEAT          |
| 113410 -        | 2002 SY25              | 28 de setembre, 2002 | Haleakala            | NEAT          |
| 113411 -        | 2002 SD26              | 28 de setembre, 2002 | Haleakala            | NEAT          |
| 113412 -        | 2002 SG26              | 28 de setembre, 2002 | Haleakala            | NEAT          |
| 113413 -        | 2002 SG27              | 29 de setembre, 2002 | Haleakala            | NEAT          |
| 113414 -        | 2002 SS27              | 29 de setembre, 2002 | Haleakala            | NEAT          |
| 113415 Rauracia | 2002 SN28              | 30 de setembre, 2002 | Vicques              | M. Ory        |
| 113416 -        | 2002 SH29              | 28 de setembre, 2002 | Palomar              | NEAT          |
| 113417 -        | 2002 SE30              | 28 de setembre, 2002 | Haleakala            | NEAT          |
| 113418 -        | 2002 SJ33              | 28 de setembre, 2002 | Haleakala            | NEAT          |
| 113419 -        | 2002 SM33              | 28 de setembre, 2002 | Haleakala            | NEAT          |
| 113420 -        | 2002 SE34              | 29 de setembre, 2002 | Haleakala            | NEAT          |
| 113421 -        | 2002 SK34              | 29 de setembre, 2002 | Haleakala            | NEAT          |
| 113422 -        | 2002 SQ36              | 29 de setembre, 2002 | Haleakala            | NEAT          |
| 113423 -        | 2002 SS36              | 29 de setembre, 2002 | Haleakala            | NEAT          |
| 113424 -        | 2002 SU36              | 29 de setembre, 2002 | Haleakala            | NEAT          |
| 113425 -        | 2002 SH37              | 29 de setembre, 2002 | Haleakala            | NEAT          |
| 113426 -        | 2002 SR37              | 29 de setembre, 2002 | Haleakala            | NEAT          |
| 113427 -        | 2002 SU37              | 29 de setembre, 2002 | Haleakala            | NEAT          |
| 113428 -        | 2002 SG38              | 30 de setembre, 2002 | Socorro              | LINEAR        |
| 113429 -        | 2002 SV38              | 30 de setembre, 2002 | Socorro              | LINEAR        |
| 113430 -        | 2002 SD39              | 30 de setembre, 2002 | Socorro              | LINEAR        |
| 113431 -        | 2002 SK39              | 30 de setembre, 2002 | Socorro              | LINEAR        |
| 113432 -        | 2002 SO39              | 30 de setembre, 2002 | Socorro              | LINEAR        |
| 113433 -        | 2002 SR39              | 30 de setembre, 2002 | Haleakala            | NEAT          |
| 113434 -        | 2002 SW39              | 30 de setembre, 2002 | Socorro              | LINEAR        |
| 113435 -        | 2002 SX39              | 30 de setembre, 2002 | Haleakala            | NEAT          |
| 113436 -        | 2002 SS40              | 30 de setembre, 2002 | Haleakala            | NEAT          |
| 113437 -        | 2002 SY40              | 30 de setembre, 2002 | Haleakala            | NEAT          |
| 113438 -        | 2002 SD41              | 30 de setembre, 2002 | Haleakala            | NEAT          |
| 113439 -        | 2002 SJ42              | 28 de setembre, 2002 | Palomar              | NEAT          |
| 113440 -        | 2002 SR43              | 28 de setembre, 2002 | Haleakala            | NEAT          |
| 113441 -        | 2002 ST43              | 29 de setembre, 2002 | Haleakala            | NEAT          |
| 113442 -        | 2002 SU43              | 29 de setembre, 2002 | Haleakala            | NEAT          |
| 113443 -        | 2002 SX43              | 29 de setembre, 2002 | Haleakala            | NEAT          |
| 113444 -        | 2002 SH44              | 29 de setembre, 2002 | Haleakala            | NEAT          |
| 113445 -        | 2002 SL44              | 29 de setembre, 2002 | Haleakala            | NEAT          |
| 113446 -        | 2002 SN44              | 29 de setembre, 2002 | Haleakala            | NEAT          |
| 113447 -        | 2002 ST45              | 29 de setembre, 2002 | Kitt Peak            | Spacewatch    |
| 113448 -        | 2002 SZ45              | 29 de setembre, 2002 | Haleakala            | NEAT          |
| 113449 -        | 2002 SB46              | 29 de setembre, 2002 | Haleakala            | NEAT          |
| 113450 -        | 2002 SQ46              | 29 de setembre, 2002 | Haleakala            | NEAT          |
| 113451 -        | 2002 SB47              | 29 de setembre, 2002 | Haleakala            | NEAT          |
| 113452 -        | 2002 SF47              | 30 de setembre, 2002 | Socorro              | LINEAR        |
| 113453 -        | 2002 SZ47              | 30 de setembre, 2002 | Socorro              | LINEAR        |
| 113454 -        | 2002 SF48              | 30 de setembre, 2002 | Socorro              | LINEAR        |
| 113455 -        | 2002 SR48              | 30 de setembre, 2002 | Socorro              | LINEAR        |
| 113456 -        | 2002 SV48              | 30 de setembre, 2002 | Socorro              | LINEAR        |
| 113457 -        | 2002 SB49              | 30 de setembre, 2002 | Socorro              | LINEAR        |
| 113458 -        | 2002 SH49              | 30 de setembre, 2002 | Socorro              | LINEAR        |
| 113459 -        | 2002 SN50              | 30 de setembre, 2002 | Haleakala            | NEAT          |
| 113460 -        | 2002 SV50              | 30 de setembre, 2002 | Socorro              | LINEAR        |
| 113461 McCay    | 2002 SX50              | 30 de setembre, 2002 | Goodricke-Pigott     | R. A. Tucker  |
| 113462 -        | 2002 SF51              | 16 de setembre, 2002 | Haleakala            | NEAT          |
| 113463 -        | 2002 SR51              | 17 de setembre, 2002 | Palomar              | NEAT          |
| 113464 -        | 2002 SO53              | 19 de setembre, 2002 | Palomar              | NEAT          |
| 113465 -        | 2002 SX53              | 21 de setembre, 2002 | Palomar              | NEAT          |
| 113466 -        | 2002 SH54              | 30 de setembre, 2002 | Socorro              | LINEAR        |
| 113467 -        | 2002 SO54              | 30 de setembre, 2002 | Socorro              | LINEAR        |
| 113468 -        | 2002 SP55              | 30 de setembre, 2002 | Socorro              | LINEAR        |
| 113469 -        | 2002 ST55              | 30 de setembre, 2002 | Socorro              | LINEAR        |
| 113470 -        | 2002 SX55              | 30 de setembre, 2002 | Socorro              | LINEAR        |
| 113471 -        | 2002 SY55              | 30 de setembre, 2002 | Socorro              | LINEAR        |
| 113472 -        | 2002 SU56              | 30 de setembre, 2002 | Socorro              | LINEAR        |
| 113473 -        | 2002 SB57              | 30 de setembre, 2002 | Socorro              | LINEAR        |
| 113474 -        | 2002 ST57              | 30 de setembre, 2002 | Haleakala            | NEAT          |
| 113475 -        | 2002 SV57              | 30 de setembre, 2002 | Haleakala            | NEAT          |
| 113476 -        | 2002 SM58              | 30 de setembre, 2002 | Haleakala            | NEAT          |
| 113477 -        | 2002 SS58              | 30 de setembre, 2002 | Socorro              | LINEAR        |
| 113478 -        | 2002 ST63              | 25 de setembre, 2002 | Palomar              | NEAT          |
| 113479 -        | 2002 TF                | 1 d'octubre, 2002    | Haleakala            | NEAT          |
| 113480 -        | 2002 TH                | 1 d'octubre, 2002    | Anderson Mesa        | LONEOS        |
| 113481 -        | 2002 TL                | 1 d'octubre, 2002    | Anderson Mesa        | LONEOS        |
| 113482 -        | 2002 TN                | 1 d'octubre, 2002    | Anderson Mesa        | LONEOS        |
| 113483 -        | 2002 TO                | 1 d'octubre, 2002    | Anderson Mesa        | LONEOS        |
| 113484 -        | 2002 TQ1               | 1 d'octubre, 2002    | Anderson Mesa        | LONEOS        |
| 113485 -        | 2002 TX1               | 1 d'octubre, 2002    | Anderson Mesa        | LONEOS        |
| 113486 -        | 2002 TE2               | 1 d'octubre, 2002    | Anderson Mesa        | LONEOS        |
| 113487 -        | 2002 TL2               | 1 d'octubre, 2002    | Anderson Mesa        | LONEOS        |
| 113488 -        | 2002 TR2               | 1 d'octubre, 2002    | Anderson Mesa        | LONEOS        |
| 113489 -        | 2002 TW2               | 1 d'octubre, 2002    | Anderson Mesa        | LONEOS        |
| 113490 -        | 2002 TB3               | 1 d'octubre, 2002    | Anderson Mesa        | LONEOS        |
| 113491 -        | 2002 TV3               | 1 d'octubre, 2002    | Anderson Mesa        | LONEOS        |
| 113492 -        | 2002 TW3               | 1 d'octubre, 2002    | Anderson Mesa        | LONEOS        |
| 113493 -        | 2002 TB4               | 1 d'octubre, 2002    | Socorro              | LINEAR        |
| 113494 -        | 2002 TK4               | 1 d'octubre, 2002    | Anderson Mesa        | LONEOS        |
| 113495 -        | 2002 TD5               | 1 d'octubre, 2002    | Socorro              | LINEAR        |
| 113496 -        | 2002 TF5               | 1 d'octubre, 2002    | Socorro              | LINEAR        |
| 113497 -        | 2002 TQ5               | 1 d'octubre, 2002    | Anderson Mesa        | LONEOS        |
| 113498 -        | 2002 TU5               | 1 d'octubre, 2002    | Anderson Mesa        | LONEOS        |
| 113499 -        | 2002 TA6               | 1 d'octubre, 2002    | Anderson Mesa        | LONEOS        |
| 113500 -        | 2002 TO6               | 1 d'octubre, 2002    | Socorro              | LINEAR        |